# Ліско (Небраска)
Ліско (англ. Lisco) — переписна місцевість (CDP) в США, в окрузі Гарден штату Небраска. Населення — 68 осіб (2020).

## Географія
Ліско розташоване за координатами 41°29′55″ пн. ш. 102°37′25″ зх. д. / 41.49861° пн. ш. 102.62361° зх. д. (41.498696, -102.623725). За даними Бюро перепису населення США в 2010 році переписна місцевість мала площу 1,55 км², уся площа — суходіл.

## Демографія
Згідно з переписом 2010 року, у переписній місцевості мешкали 64 особи в 35 домогосподарствах у складі 20 родин. Густота населення становила 41 особа/км². Було 47 помешкань (30/км²).
Расовий склад населення:
| - 100,0 % — білих |

До двох чи більше рас належало 0,0 %. Частка іспаномовних становила 1,6 % від усіх жителів.
За віковим діапазоном населення розподілялося таким чином: 12,5 % — особи молодші 18 років, 40,6 % — особи у віці 18—64 років, 46,9 % — особи у віці 65 років та старші. Медіана віку мешканця становила 59,0 року. На 100 осіб жіночої статі у переписній місцевості припадало 93,9 чоловіків; на 100 жінок у віці від 18 років та старших — 100,0 чоловіків також старших 18 років.
Середній дохід на одне домашнє господарство становив 65 435 доларів США (медіана — 80 227), а середній дохід на одну сім'ю — 79 647 доларів (медіана — 80 795).
Цивільне працевлаштоване населення становило 10 осіб. Основні галузі зайнятості: сільське господарство, лісництво, риболовля — 100,0 %.